# Боуменова мембрана

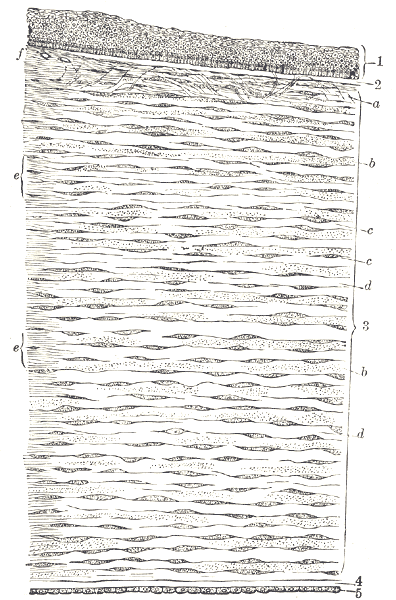
1 — передній епітелій рогівки; 2 — боуменова мембрана; 3 — строма рогівки; 4 десцементова мембрана; 5 — ендотелій рогівки

Боуменова мембрана, боуменовий шар або передня погранична пластинка — гомогенний шар рогівки, розташовується між стромою і базальною мембраною епітеліального шару, її товщина становить приблизно 8-12 мкм.
Вона власне не є мембраною, а скопиченням колагенових фібрил і протеогліканів. Колагенові фібрили перехрещуються між собою, вони придають рогівці стабільності і міцності. В боуменовій мембрані відсутні клітини, лише іноді сюди можуть мігрувати кератоцити зі строми. При пошкодженні вона заживає лише через утворення рубця, оскільки не має здатності регенерувати. Боуменова мембрана є лише у приматів.
Передня поверхня боуменової мембрани рівна і прилягає до базальною мембраною епітеліального шару рогівки. Також боуменова мембрана є обов'язковою для підтримання епітеліальних структур.
Названа на честь Вільяма Боумена (1816–1892), англійського лікаря, анатома і офтальмолога, що її відкрив.